# Jan Koczy
Jan Koczy (ur. 13 grudnia 1953 w Czernicy) – polski żużlowiec.
Sport żużlowy uprawiał w latach 1971–1976, przez całą karierę reprezentując barwy klubu ROW Rybnik. Trzykrotnie zdobył medale drużynowych mistrzostw Polski: złoty (1972) oraz dwa brązowe (1971, 1974). W 1974 r. w Bydgoszczy zdobył wspólnie z Piotrem Pysznym brązowy medal mistrzostw Polski par klubowych.